# برنامه ششم توسعه
برنامه ششم توسعه برنامه پنجساله توسعه اقتصادی، اجتماعی و فرهنگی جمهوری اسلامی ایران بین سال‌های ۱۳۹۶ تا ۱۴۰۰ (تمدید تا پایان سال ۱۴۰۲) است.
این برنامه به منظور دستیابی به رشد اقتصادی متوسط سالیانه ۸ درصد و ضریب جینی ۳۴ درصد در سال پایانی برنامه ارائه شده‌است.

## مسائل محوری برنامه
- موضوعات خاص راهبردی در مورد آب و محیط‌زیست
- موضوعات خاص مکان‌محور در مورد توسعه سواحل مَکران، اروند و بازآفرینی بافتهای ناکارآمد شهری، بافتهای تاریخی و مناطق روستایی
- موضوعات خاص بخش پیش‌روی اقتصاد در مورد معدن و صنایع معدنی، کشاورزی، گردشگری، عبوری و حمل و نقل ریلی، فناوری نوین، توسعه و کاربست علم و فناوری و انرژی
- موضوعات خاص کلان فرابخشی در مورد بهبود محیط کسب و کار، اشتغال، فضای مجازی، بهره‌وری تأمین منابع مالی برای اقتصاد کشور، نظام عادلانه پرداخت و رفع تبعیض، توانمندسازی محرومان و فقرا (با اولویت زنان سرپرست خانوار)، بیمه‌های اجتماعی و ساماندهی و پایداری صندوق‌های بیمه‌ای و بازنشستگی و پیشگیری و کاهش آسیبهای اجتماعی و اجرای سند تحول بنیادین آموزش و پرورش، فرهنگ عمومی و سبک زندگی ایرانی- اسلامی
- توسعه آمادگی دفاعی و امنیتی